# Natalia Jerez
Natalia Jerez (Bogotá, 23 de marzo de 1983) es una actriz, presentadora y modelo colombiana.
Realizó sus estudios en el Colegio Nuevo Gimnasio con la comediante colombiana Carla Reyes, también realizó sus estudios de comunicación social en Universidad de la Sabana y vivió un año en Australia.

## Filmografía

### Televisión
| Año       | Título                | Personaje                    | Canal              |
| --------- | --------------------- | ---------------------------- | ------------------ |
| 2023-2025 | Manes                 | María Fernanda “Mafe” Acosta | Prime Video        |
| 2020      | La de troya 2         | Carolina                     | Señal Colombia     |
| 2019      | De levante            | María José                   | Caracol Televisión |
| 2018      | Garzón                | Maribel Sánchez              | Canal RCN          |
| 2017      | Narcos                | Aura                         | Netflix            |
| 2016      | Pasada de moda        | María José                   | Caracol Televisión |
| 2016      | Sinú, río de pasiones | Lina María Henao             | Caracol Televisión |
| 2015      | Esmeraldas            | Carolina Barrera             | Caracol Televisión |
| 2014      | El capo 3             | Juliana León Marin           | Canal RCN          |
| 2013      | Reto de mujer         | Tori Suárez                  | Canal RCN          |
| 2012-2013 | El capo 2             | Juliana León Marin           | Canal RCN          |
| 2011-2012 | Primera dama          | Cristina Santander           | Caracol Televisión |
| 2011      | La bruja              | Claudia Mejía                | Caracol Televisión |
| 2010      | Rosario Tijeras       | Paula Restrepo               | Canal RCN          |
| 2009-2010 | El capo               | Juliana León Marin           | Canal RCN          |
| 2008-2009 | Los protegidos        | Verónica Santana             | Canal RCN          |
| 2008      | Mujeres asesinas      | Patricia                     | Canal RCN          |
| 2008      | Sin retorno           | Lina                         | Canal RCN          |
| 2005-2006 | Juegos prohibidos     | Luisa Mattos                 | Canal RCN          |

## Cine
| Año  | Título             | Personaje | Nota |
| ---- | ------------------ | --------- | ---- |
| 2011 | El Colombian Dream |           |      |

## Presentación
| Año  | Título                                      | Rol          | Canal     |
| ---- | ------------------------------------------- | ------------ | --------- |
| 2005 | La isla de los famosos: una aventura pirata | Presentadora | Canal RCN |
| 2005 | Mucha música                                | Presentadora |           |

## Premios y nominaciones

### Premios TVyNovelas
| Año  | Categoría                        | Telenovela o Serie | Resultado |
| ---- | -------------------------------- | ------------------ | --------- |
| 2015 | Mejor actriz de reparto de serie | El Capo 3          | Ganadora  |
| 2013 | Mejor actriz de reparto de serie | El Capo 2          | Nominada  |
| 2012 | Mejor actriz antagónica de serie | La bruja           | Nominada  |
| 2006 | Mejor actriz antagónica          | Juegos prohibidos  | Nominada  |

### Premios India Catalina
| Año  | Categoría                        | Telenovela o serie | Resultado |
| ---- | -------------------------------- | ------------------ | --------- |
| 2013 | Mejor actriz de reparto de serie | El Capo 2          | Nominada  |